# جاكوب برتراند
جاكوب برتراند (بالإنجليزية: Jacob Bertrand)‏ ممثل أمريكي ولد في 6 مارس 2000 في لوس أنجلوس، كاليفورنيا، الولايات المتحدة بدأ مشواره الفني عام 2007 .

## روابط خارجية
- جاكوب برتراند على موقع IMDb (الإنجليزية)
- جاكوب برتراند على موقع روتن توميتوز (الإنجليزية)
- جاكوب برتراند على موقع قاعدة بيانات الفيلم (الإنجليزية)